# Víctor Núñez
Victor Núñez Rodríguez (ur. 15 kwietnia 1980 w Santo Domingo) – kostarykański piłkarz pochodzenia dominikańskiego występujący na pozycji napastnika.